# Věžnice (okres Jihlava)
Věžnice (německy Wiesnitz, Wesenz) je obec, která se nachází v okrese Jihlava v Kraji Vysočina. Žije zde 160 obyvatel.

## Název
Název se vyvíjel od varianty Wieznijcze Bahenna (1556), ze Wieznicze Bahenne (1557), z Dolní Věžnice (1597), Wieznitz (1678), Wiezenetz (1718), Wieschnitz (1720), Wieznitz (1751), Wiesnitz a Wěznice (1846), Wieznitz a Věžnice (1872), Věžnice Bahenná (1881), Wěžnitz a Věžnice (1893) až k podobě Věžnice v roce 1924. Místní jméno znamená místo, kde je či byla věž (strážní či kostelní). Přívlastek bahenná odkazuje na mokrý terén, na kterém ves leží. Pojmenování je rodu ženského, čísla jednotného, genitiv zní Věžnice.

## Historie
První písemná zmínka o obci pochází z roku 1509, obec však vznikla již ve 13. století kolonizací kraje benediktýnským klášterem z Třebíče. poté byla pravděpodobně součástí měřínského proboštství. V roce 1512 změnila ves majitele, když ji Jan Kobík z Opatova prodal Hynku Bočkovi z Kunštátu. V roce 1559 obec vlastnil Jan Stránecký ze Stránce, jenž ji v roce 1570 prodal Janu Zahrádeckému ze Zahrádek. Jeho synové Arnošt, Oldřich a Smil postoupili obec v roce 1584 Matouši Grýnovi ze Štyrzenberka, Karel Grýn ji spolu s dalšími osadami prodal Danielu Neumeierovi z Wintenberku, po Bílé hoře mu byl majetek zkonfiskován. Císařská komora ves směnila za 2000 tolarů Smilauerovi ze Smilova, jenž ji v roce 1627 daroval jihlavským jezuitům, pod jejichž majetek obec patřila až do roku 1773. Na starém obecním razítku z roku 1741 stojí nápis „Poctivá obec Bahenní Věžnice“, uprostřed názvu je vymalována věž tvrze a zkřížená sekyra s kosou. Po zrušení řádu ves roku 1790 získal dědičně polenský měšťan Václav Kalcher, jenž obec pronajal Janu Nussbaumovi, jehož vnuk Jan vesnici v roce 1849 koupil od studijního fondu bývalých jezuitů. V roce 1899 majetek včetně Věžnice zdědil baron Karel Schiller z Lanškrouna, jehož rodu byl majetek v roce 1945 zkonfiskován.
V letech 1869–1950 spadala obec pod okres Jihlava, v letech 1950–1961 pod okres Jihlava-okolí a od roku 1961 opět pod okres Jihlava. V letech 1980–1990 se stala součástí tzv. střediskové obce Jamné. Obec se zapojila od Programu obnovy venkova, díky němuž v obci proběhla telefonizace, vyasfaltování obecních cest a jiné investiční projekty. V roce 1998 obec zvítězila v soutěži Vesnice roku.

## Přírodní poměry
Věžnice leží v okrese Jihlava v Kraji Vysočina. Nachází se v mírné kotlině 6,5 km severovýchodně od Luk nad Jihlavou, 16 km východně od Jihlavy a 10 km jihovýchodně od Polné. Geomorfologicky je oblast součástí Křižanovské vrchoviny a jejího podcelku Brtnická vrchovina, v jejíž rámci spadá pod geomorfologický okrsek Řehořovská pahorkatina. Průměrná nadmořská výška činí 565 metrů. Nejvyšší bod o ndamořské výšce 627 metrů leží jihovýchodně od Věžnic. Říčka Šlapanka pramení 400 m jižně od obce, v roce 1995 na ní byl vybudován rybník Obora.

## Obyvatelstvo
Podle sčítání 1930 zde žilo v 56 domech 294 obyvatel. 294 obyvatel se hlásilo k československé národnostié. Žilo zde 291 římských katolíků a 1 příslušník Církve československé husitské.
| Rok            | 1850 | 1869 | 1880 | 1890 | 1900 | 1910 | 1921 | 1930 | 1950 | 1961 | 1970 | 1980 | 1991 | 2001 | 2011 |
| Počet obyvatel | 295  | 274  | 308  | 327  | 283  | 281  | 295  | 294  | 223  | 211  | 198  | 169  | 156  | 150  | 147  |

## Obecní správa a politika

### Místní části, členství ve sdruženích
Obec se rozkládá na katastrálním území Věžnice a nečlení se na místní části či základní sídelní jednotky.
Věžnice je členem mikroregionu Dobrovolný svazek obcí Mikroregionu Polensko a místní akční skupiny Českomoravské pomezí.

### Zastupitelstvo a starosta
Obec má pětičlenné zastupitelstvo, v jehož čele stojí starosta Bohumír Kriegsmann.
| Období    | Voliči | Účast v % | Mandáty | Výsledky      | Starosta           |
| --------- | ------ | --------- | ------- | ------------- | ------------------ |
| 2006–2010 | 125    | 88,80     | 5       | 5 SNK Věžnice | Bohuslav Novák     |
| 2010–2011 | 135    | 68,89     | 5       | 5 SNK Věžnice | Bohumír Kriegsmann |
| 2011–2014 | 137    | 69,34     | 5       | 5 SNK Věžnice | Bohumír Kriegsmann |
| 2014–2018 | 130    | 66,92     | 5       | 5 SNK Věžnice | Bohumír Kriegsmann |

### Znak a vlajka
Právo užívat znak a vlajku bylo obci uděleno rozhodnutím Poslanecké sněmovny Parlamentu České republiky dne 18. května 2012. Znak: V modrém štítě na zeleném vrchu volná kvádrovaná hradba, z níž vyniká věž, obojí stříbrné, věž má tři (2, 1) černá okna a červenou kuželovou střechu zakončenou zlatým křížkem. Z vrchu před hradbou vynikají kosmo kosa a šikmo sekera-širočina, obojí stříbrné a odvrácené, kosiště a topůrko přirozené barvy. Vlajka: Z horního okraje listu vychází modrý klín s vrcholem na dolním okraji listu. Z horní poloviny žerďového a vlajícího okraje vycházejí bílé pruhy do druhé a třetí čtvrtiny dolního okraje listu. Dolní žerďový a vlající trojúhelník červený. V dolním vrcholu klínu zelený vrch, z něho vyniká volná kvádrovaná hradba, z níž vyniká věž, obojí bílé, věž má tři (2, 1) černá okna a červenou kuželovou střechu zakončenou žlutým křížkem. Z vrchu před hradbou vynikají kosmo kosa a šikmo sekera-širočina, obojí bílé a odvrácené, kosiště a topůrko hnědé. Vlajka má rozměr šířky ku délce v poměru 2:3.

## Hospodářství a doprava
V obci funguje hostinec, prodejna se smíšeným zbožím JEDNOTA, spotřební družstvo Velké Meziříčí. Půdu obdělává soukromé zemědělské družstvo a jedna rolnická rodina. Sídlí zde firma PILATRANS ZEJDA s.r.o. Územím obce prochází dálnice D1, silnice II/351 v úseku Polná – Kamenice a silnice II/602 v úseku Měřín – Jihlava. Dopravní obslužnost zajišťují dopravci ICOM transport, TRADO-BUS a Tourbus. Autobusy jezdí ve směrech Brno, Velké Meziříčí, Jihlava, Tábor, Písek, Strakonice, Velká Bíteš, Puklice, Kamenice, Řehořov, Měřín, Bransouze, Arnolec, Polná a Náměšť nad Oslavou.

## Školství, kultura
Škola byla založena roku 1818. V roce 1992 byla vybudována víceúčelová budova se společenským sálem, ve které sídlí místní knihovna a obecní úřad. Roku 1994 byla postavena hasičská zbrojnice, sbor dobrovolných hasičů tu vznikl v roce 1889.

## Pamětihodnosti
- Sousoší svatého Jana Nepomuckého a Panny Marie – v barokním stylu pochází z II. poloviny 18. století
- Boží muka – stojí při silnici do Vysoké Studnice, vznikla pravděpodobně v I. polovině 19. století
- Památník milénia se zvoničkou – pochází z roku 1997,[19] vevnitř věžičky je zavěšen stylizovaný kruh, který symbolizuje věčný koloběh života a smrti